# Liste des titres musicaux numéro un aux États-Unis en 2017
Cette page liste les titres musicaux ayant le plus de succès au cours de l'année 2017 aux États-Unis d'après le magazine Billboard.

## Historique

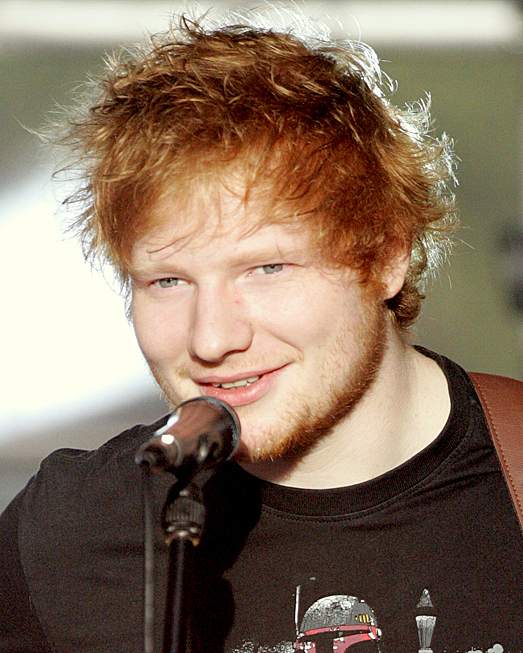
Le chanteur britannique Ed Sheeran est resté 14 semaines numéro 1 au Billboard Hot 100 en 2017 avec les chansons Shape of You et Perfect en collaboration avec la chanteuse Beyoncé.

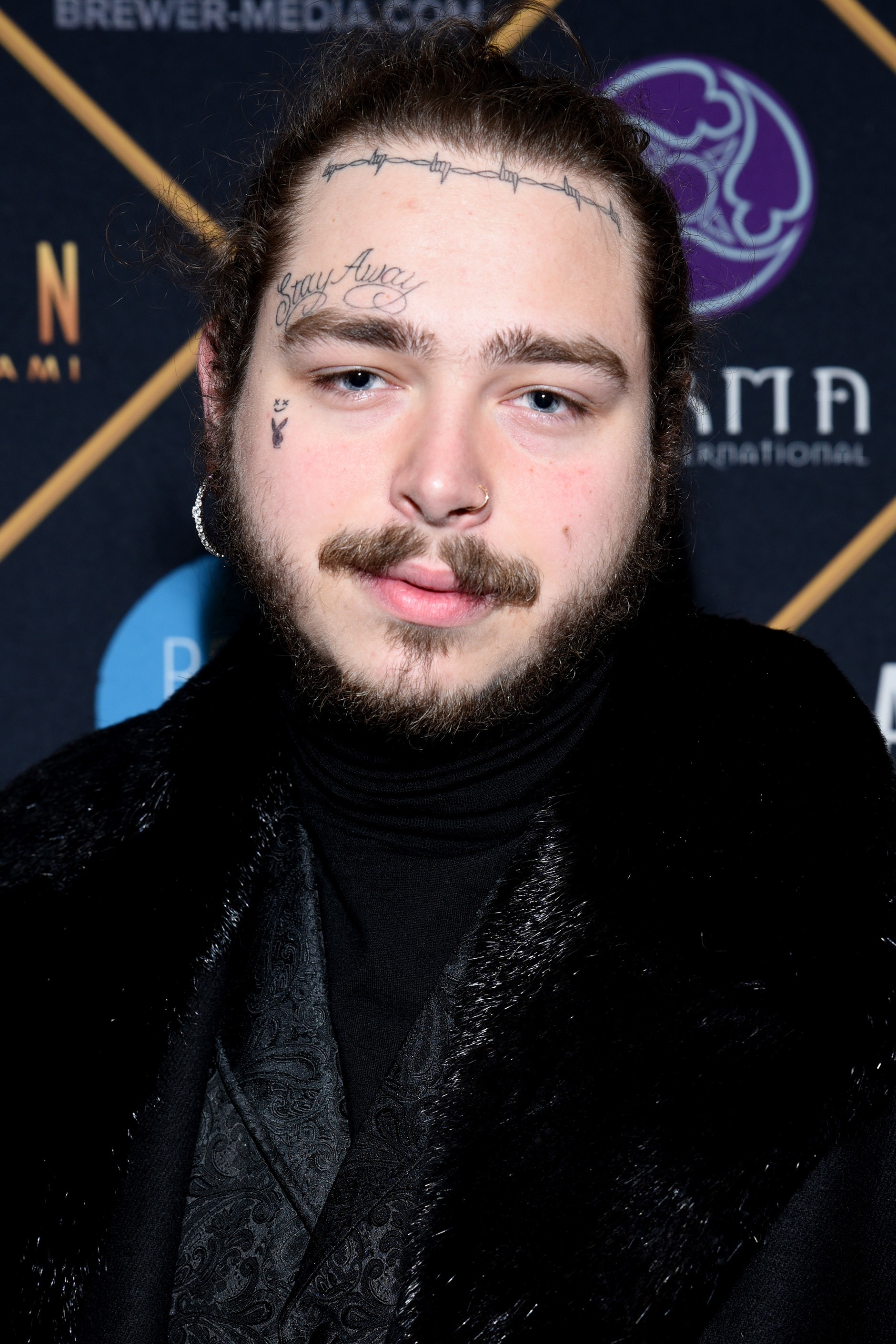
Le chanteur américain Post Malone est resté 8 semaines consécutives numéro 1 au Billboard Hot 100 en 2017 avec sa chanson Rockstar.

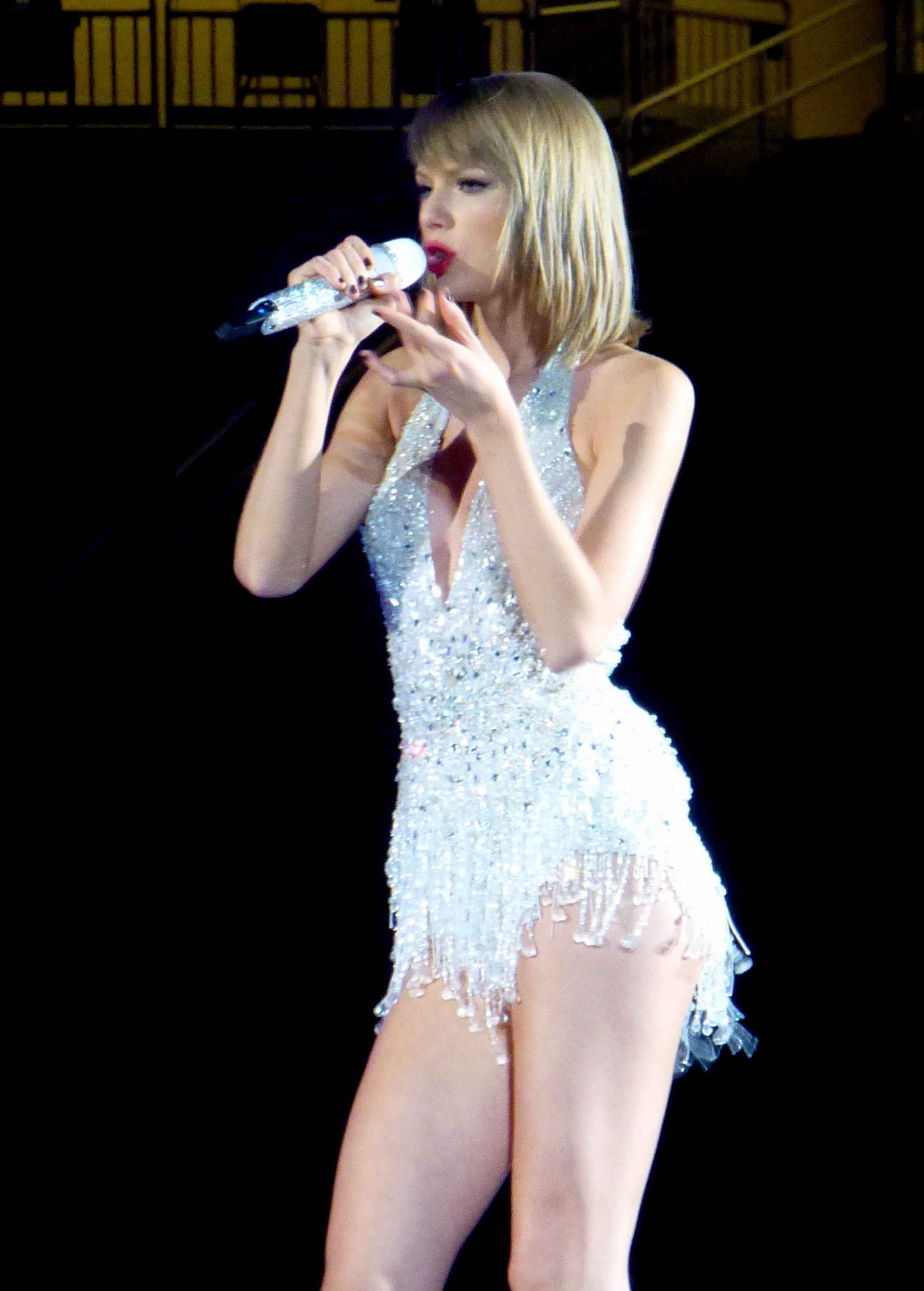
La chanteuse Taylor Swift est restée 3 semaines numéro 1 au Billboard Hot 100 en 2017 avec la chanson Look What You Made Me Do.

| |  |  |
| Luis Fonsi et Daddy Yankee, en collaboration avec le chanteur Justin Bieber, sont restés 16 semaines consécutives numéro 1 au Billboard Hot 100 en 2017 avec la chanson Despacito. |  |  |

| Date         | Artiste(s)                                                              | Titre                      | Référence |
| ------------ | ----------------------------------------------------------------------- | -------------------------- | --------- |
| 7 janvier    | The Weeknd featuring Daft Punk                                          | Starboy                    |           |
| 14 janvier   | Rae Sremmurd featuring Gucci Mane                                       | Black Beatles              |           |
| 21 janvier   | Migos featuring Lil Uzi Vert                                            | Bad and Boujee             |           |
| 28 janvier   | Ed Sheeran                                                              | Shape of You               |           |
| 4 février    | Migos featuring Lil Uzi Vert                                            | Bad and Boujee             |           |
| 11 février   | Migos featuring Lil Uzi Vert                                            | Bad and Boujee             |           |
| 18 février   | Ed Sheeran                                                              | Shape of You               |           |
| 25 février   | Ed Sheeran                                                              | Shape of You               |           |
| 4 mars       | Ed Sheeran                                                              | Shape of You               |           |
| 11 mars      | Ed Sheeran                                                              | Shape of You               |           |
| 18 mars      | Ed Sheeran                                                              | Shape of You               |           |
| 25 mars      | Ed Sheeran                                                              | Shape of You               |           |
| 1er avril    | Ed Sheeran                                                              | Shape of You               |           |
| 8 avril      | Ed Sheeran                                                              | Shape of You               |           |
| 15 avril     | Ed Sheeran                                                              | Shape of You               |           |
| 22 avril     | Ed Sheeran                                                              | Shape of You               |           |
| 29 avril     | Ed Sheeran                                                              | Shape of You               |           |
| 6 mai        | Kendrick Lamar                                                          | HUMBLE.                    |           |
| 13 mai       | Bruno Mars                                                              | That's What I Like         |           |
| 20 mai       | DJ Khaled featuring Justin Bieber, Quavo, Chance the Rapper & Lil Wayne | I'm the One                |           |
| 27 mai       | Luis Fonsi & Daddy Yankee featuring Justin Bieber                       | Despacito                  |           |
| 3 juin       | Luis Fonsi & Daddy Yankee featuring Justin Bieber                       | Despacito                  |           |
| 10 juin      | Luis Fonsi & Daddy Yankee featuring Justin Bieber                       | Despacito                  |           |
| 17 juin      | Luis Fonsi & Daddy Yankee featuring Justin Bieber                       | Despacito                  |           |
| 24 juin      | Luis Fonsi & Daddy Yankee featuring Justin Bieber                       | Despacito                  |           |
| 1er juillet  | Luis Fonsi & Daddy Yankee featuring Justin Bieber                       | Despacito                  |           |
| 8 juillet    | Luis Fonsi & Daddy Yankee featuring Justin Bieber                       | Despacito                  |           |
| 15 juillet   | Luis Fonsi & Daddy Yankee featuring Justin Bieber                       | Despacito                  |           |
| 22 juillet   | Luis Fonsi & Daddy Yankee featuring Justin Bieber                       | Despacito                  |           |
| 29 juillet   | Luis Fonsi & Daddy Yankee featuring Justin Bieber                       | Despacito                  |           |
| 5 août       | Luis Fonsi & Daddy Yankee featuring Justin Bieber                       | Despacito                  |           |
| 12 août      | Luis Fonsi & Daddy Yankee featuring Justin Bieber                       | Despacito                  |           |
| 19 août      | Luis Fonsi & Daddy Yankee featuring Justin Bieber                       | Despacito                  |           |
| 26 août      | Luis Fonsi & Daddy Yankee featuring Justin Bieber                       | Despacito                  |           |
| 2 septembre  | Luis Fonsi & Daddy Yankee featuring Justin Bieber                       | Despacito                  |           |
| 9 septembre  | Luis Fonsi & Daddy Yankee featuring Justin Bieber                       | Despacito                  |           |
| 16 septembre | Taylor Swift                                                            | Look What You Made Me Do   |           |
| 23 septembre | Taylor Swift                                                            | Look What You Made Me Do   |           |
| 30 septembre | Taylor Swift                                                            | Look What You Made Me Do   |           |
| 7 octobre    | Cardi B                                                                 | Bodak Yellow (Money Moves) |           |
| 14 octobre   | Cardi B                                                                 | Bodak Yellow (Money Moves) |           |
| 21 octobre   | Cardi B                                                                 | Bodak Yellow (Money Moves) |           |
| 28 octobre   | Post Malone featuring 21 Savage                                         | Rockstar                   |           |
| 4 novembre   | Post Malone featuring 21 Savage                                         | Rockstar                   |           |
| 11 novembre  | Post Malone featuring 21 Savage                                         | Rockstar                   |           |
| 18 novembre  | Post Malone featuring 21 Savage                                         | Rockstar                   |           |
| 25 novembre  | Post Malone featuring 21 Savage                                         | Rockstar                   |           |
| 2 décembre   | Post Malone featuring 21 Savage                                         | Rockstar                   |           |
| 9 décembre   | Post Malone featuring 21 Savage                                         | Rockstar                   |           |
| 16 décembre  | Post Malone featuring 21 Savage                                         | Rockstar                   |           |
| 23 décembre  | Ed Sheeran & Beyoncé                                                    | Perfect                    |           |
| 30 décembre  | Ed Sheeran & Beyoncé                                                    | Perfect                    |           |